# 藤村康平
藤村 康平（ふじむら こうへい、1993年4月8日 - ）は、日本のプロレスラー。福岡県福岡市出身。福岡第一高等学校卒業。弟は同じくプロレスラーの藤村加偉。

## 略歴
「武藤塾番外編〜2014 WRESTLE-1公開新人オーディション」に合格し、WRESTLE-1練習生として入門。2015年2月に首を負傷し実家で8ヶ月療養。だが、プロレスラーを諦めることなく10月に再入寮。
2016年3月20日にBlue Field大会にて、約1年先にデビューした同期の熊ゴロー相手にデビュー。ダイビングセントーンで敗れる。
2016年6月11日、初の他団体として大仁田厚プロレスリングで黒潮"イケメン"二郎と対戦も、イケメンサルトで敗れる。
2017年1月22日、静岡大会でリザルト王座決定トーナメント1回戦でプロレスリングエースのタナカ岩石に敗北。
以降、無期限のメキシコ武者修行へ。現地ではマスクマンになったとの噂もあったが、消息不明のままメキシコの風になったとされている。

## タイトル歴
WRESTLE-1
- 第53代UWA世界6人タッグ王座（パートナーは稲葉大樹、児玉裕輔）
- WRESTLE-1 CRUISER FES 優勝（2018年）
- 第17代WRESTLE-1タッグチャンピオンシツプ （パートナーは河野真幸）

## 人物
- 小さい頃から武藤敬司ファンであり、武藤が主宰する「武藤塾」のオーディションを受けるきっかけになった[2]。
- マスクマン志望で、WRESTLE-1にも来日していたエル・イホ・デル・パンテーラを目標とする[2]。
- コロナウイルス感染拡大予防のため大会が自粛中の5月1日、大和ヒロシの動画ライブ配信に電話出演。WRESTLE-1所属(当時)の謎のマスクマン・アレハンドロの正体について非常に近しい発言をしている。また、ハンドメイドによるマスクなどの商品を販売するオンラインショップを開設予定。